# Rare Bird
Rare Bird («Редкая птица») — английская музыкальная группа прогрессивного рока, основанная в 1969 году.

## Творчество
Отличительными особенностями звучания группы были характерный драматический вокал Гоулда, отсутствие ритм-гитары и сдвоенные клавишные. Группа была более успешна в других европейских странах, чем на родине. Они в основном запомнились за их запоминающийся, основанный на органной музыке, трек «Sympathy» из альбома Rare Bird 1969 г. Она достигла 27-й позиции в британском чарте. Одноименный сингл был продан по всему миру тиражом более миллиона экземпляров. Второе рождение песня обрела в исполнении группы Marillion в 1992 году, когда достигла 17-го места в британском чарте.
Наиболее значительным альбомом группы считается As Your Mind Flies By, включающий 20-минутную сюиту «Flight». Многими критиками он рассматривается как один из оказавших наибольшее влияние на ранний прогрессивный рок. Следующий альбом, Epic Forest, был выдержан в том же ключе, но оказался менее успешным.

## Состав участников
Исходный состав группы указан ниже, хотя он мог измениться ко времени, когда они начали работать над третьим альбомом. Первые два участника, указанные ниже, были постоянными на протяжении всей истории группы.
- Стив Гоулд — вокал, бас-гитара, гитара
- Дэйв Каффинетти — клавишные
- Грэм Филд — орган, клавишные
- Марк Эштон — ударные, бэк-вокал

Перед записью 3 альбома из группы ушёл Марк Эштон и Грэм Филд, которые были заменены ударником и гитаристом. Это было сделано в надежде повысить зрелищность и достичь коммерческого успеха. После записи второго альбома интерес к группе снизился, но перестановки не помогли группе. Поклонники говорили о смене стиля и отворачивались от них.
Группа распалась в середине 1970-х .
- Стив Гоулд — ритм-гитара, гитара и бас (первые 2 альбома) (основатель) (1969—1974)
- Дэйв Каффинетти — пианино и разнообразные клавишные (основатель) (1969—1974)
- Энди «Сед» Кёртис — гитара (1972—1974)
- Пол Карас — бас-гитара (1972—1974)
- Фред Келли — ударные, бэк-вокал (1972—1974)
- Пол Холланд — перкуссия (1972—1974)

Все новые участники записывались только на 2 последних альбомах и выходивших после бутлегах.

## Альбомы
- 1969 — Rare Bird
- 1970 — As Your Mind Flies By
- 1972 — Epic Forest
- 1973 — Somebody’s Watching
- 1974 — Born Again
- 1976 — Sympathy
- 2004 — Third Time Around: An Introduction to Rare Bird